# 酒井信政
酒井 信政（さかい のぶまさ）は、戦国時代から安土桃山時代にかけての丹波国の武将。丹波酒井氏の一族、栗栖野酒井氏の当主で栗栖野城主。

## 栗栖野酒井党
丹波国多紀郡の豪族である丹波酒井氏の一族、栗栖野氏の頼重の嫡男として生まれる。生誕年については不明であるが、郷土史研究家の渡瀬忠夫氏は著書の中で信政は39歳で死没したと推定しており、天文六年（1537年）生まれを支持している。
栗栖野氏は酒井孝信の三男、伊賀守彦次郎信綱が始まりで、酒井党の酒井三家（栗栖野、矢代、竹内）の一つだった。この当時、信綱は父孝信の所領をめぐって兄の貞信、甥の信経の三者で争っており、これが惣領家酒井三家の原形になっていったと考えられる。その後、争論は決着し、信綱は主殿保（真南条）分の大部分を得ることとなり、酒井惣領家家中での栗栖野氏の地位を確立し、矢代氏とともに他の庶流家との差別化を図っていくこととなる。
以上のように、酒井氏は平安時代に土着して以来、早期から丹波有数の古参勢力として惣領家を中心に勢力を扶植していった。しかし、16世紀前半に入植してきた新興勢力波多野氏との抗争に敗れ、一時期勢力は衰減したものの、その傘下で再び勢力を取り戻すこととなる。
また、明応元年（1492年）には、栗栖野（酒井）左衛門（信重）が庶流家の宮林氏に大芋分の領地を譲渡しており、さらには、高仙寺への土地の寄進に関しての『栗栖野信政等連署状』では筆頭に署名していることから、酒井党の中心的存在として他の酒井一族との連携を強化していった。

## 丹波平定
織田氏の丹波平定時の酒井氏の動向は不明な部分が多いが、この当時も信政をはじめ、一族共に波多野秀治に仕えており、重臣である信政は主君の意向に従い、織田氏に抵抗したものと考えられる。永禄年間に父の頼重が亡くなっているため、天正以前に栗栖野城主となるが、天正七年（1579年）に討死にしたとも、また、伝承によれば天正三年（1575年）11月15日に病死したとも伝わる。そのため、弟の依信は城代であったと考えられ、信政の嫡男である善右衛門信定の後見人でもあったとされる。加えて、本庄氏への酒井姓付与の際には、信政の花押はなく、代わりに依信が署名しているため、少なくとも天正三年以降に栗栖野氏の家督を後見していたと推定される。依信は主君波多野秀治が籠る八上城において籠城したが、戦の最中に病死した。そして、八上城の落城と同時に城は陥落し、信定は城を立ち去り、栗栖野の地に農民として土着した。渡瀬氏によれば、慶長年間には既に村役に預かっており、帰農化は急速に進んでいたとされ、嫡流の子孫は城山の麓の宅地に居住したという。なお、酒井氏没落後の真南条は豊臣氏家臣の生熊長勝の知行地となっている。

## 家臣
- 酒井依信-中太夫とも。信政の弟。栗栖野城城代として信政の死後、酒井氏を統括した。また、若年であった信定の後見人となっている。織田氏の丹波平定に際しては、八上城に籠城した後に病死している。早世のため嫡子はいない。
- 本庄氏-酒井荘の住人で、栗栖野酒井党の勢力下にあったとされる。天正年間には、酒井一族から酒井姓を与えられ、酒井氏を称した。末裔に本庄繁陸軍大将がいる。
- 酒井藤左衛門重好-本庄姓から酒井姓に転換した本庄氏の一族と思われる。波多野秀治に仕えたとされる。

## 子孫
信定以後の子孫は、農民となった後に代々同地の村役を務めた。信定の子である（左兵衛）信密については、寛永十八年の田畠売券に左兵衛宛のものがあることから、慶長年間には既に帰農していたとされる。また、真南条には真南条中村の庄屋を務めた酒井権兵衛の屋敷跡が残こる。（但し、権兵衛は大庄屋の酒井藤左衛門重好の子孫とされ、血統上は信政の子孫ではない。）さらに、信政から四代後の信顕の次男、順教は洛東黒谷金戒光明寺の法主、第三十八世 到誉順教上人となっており、三男の貞忍は菩提寺である若林寺を継承している。

## 菩提寺
栗栖野城の北山麓にある若林寺は信政が永禄元年（1558年）に、頓譽露天上人を開基として建立し、以後栗栖野酒井氏の菩提寺として代々継承されている。丹波攻めにより戦火に遭い焼失したが、信政の孫である酒井孫左衛信蜜が若林寺を再興した。

## 登場作品
・戦国無双シリーズ『戦国無双5』-第五章 光秀編「丹波侵攻」にて敵将として登場。スペシャルミッションでは、木村駿河守とともに赤井直正の陣中を死守した。

## 関連事項
- 波多野秀治
- 栗栖野城
- 丹波酒井氏
- 八上城